# 69 Dywizja Piechoty (Imperium Rosyjskie)
69 Dywizja Piechoty (ros. 69-я пех. дивизия) – rezerwowa dywizja piechoty Imperium Rosyjskiego, okresu działań zbrojnych I wojny światowej.
Powstała z 31 Dywizji Piechoty z Charkowa (10 Korpus Armijny, 3 Armia).

## Struktura organizacyjna
Lipiec 1914:
- dowództwo dywizji
- 273 Bogoduchowski pułk piechoty
- 274 Izjumski pułk piechoty
- 275 Lebiediński pułk piechoty
- 276 Kupiański pułk piechoty